# Великофёдоровка
Великофёдоровка (укр. Великофедорівка) — село в Баштанском районе Николаевской области Украины.
Основано в 1840 году. Население по переписи 2001 года составляло 38 человек. Почтовый индекс — 56010. Телефонный код — 5164. Занимает площадь 0,441 км².

## Местная власть
56000, Николаевская обл., Баштанский р-н, пгт Казанка, ул. Мира, 228